# Stakeford
Stakeford – wieś w Anglii, w hrabstwie Northumberland. Leży 22 km na północ od miasta Newcastle upon Tyne i 418 km na północ od Londynu.